# Welser Autobahn
Welser Autobahn er en betegnelse for motorvej A25 i Østrig, der forbinder West Autobahn A1 med Innkreis Autobahn A8 ved Wels. Motorvejen indgår i europavejsnettet med numrene E56 og E552.
Motorvejen er kun 20 kilometer lang, men den har stor betydning for den økonomiske udvikling af Wels-området i Oberösterreich. Indtil 2003 hed den Linzer Autobahn, men skiftede navn da man vedtog af bygge Linzer Autobahn A26.
48°11′N 14°14′Ø / 48.19°N 14.23°Ø